# Гангелт
Гангелт (њем. Gangelt) општина је у њемачкој савезној држави Северна Рајна-Вестфалија. Посједује регионалну шифру (AGS) 5370008, NUTS (DEA29) и LOCODE (DE GGT) код.

## Географски и демографски подаци
Општина се налази на надморској висини од 60 метара. Површина општине износи 48,7 km². У самом мјесту је, према процјени из 2010. године, живјело 11.692 становника. Просјечна густина становништва износи 240 становника/km².

## Међународна сарадња
| Мјесто      | Држава    | Врста сарадње | Од    |
| ----------- | --------- | ------------- | ----- |
| Ондербанкен | Холандија | партнерство   | 1975. |
| Ситард      | Холандија | контакт       | 2000. |
| Извор       |           |               |       |